# ساحرة (فلم قصير)
ساحرة هو فيلم مصري قصير من إنتاج عام 1971، من بطولة فاتن حمامة وصلاح ذو الفقار، عن مسرحية من تأليف توفيق الحكيم ومن إخراج هنري بركات.

## القصة
تدور الأحداث في عام 1948، حيث تُسيطر الأوهام على عقل سعاد (فاتن حمامة) وتعتقد أنه يمكن أن ترتبط بالشخص الذي تحبه عن طريق السحر، فتضع لحبيبها عز الدين (صلاح ذو الفقار) قطعة سكر جلبتها من أحد الدجالين في كوب الشاي الخاص به، حتى تتمكن من الزواج منه، لكن ينقلب السحر على الساحر، حيث يُصاب عز الدين بألم شديد في معدته ويعرف بالأمر.

## طاقم التمثيل
- فاتن حمامة بدور سعاد
- صلاح ذو الفقار بدور عز الدين
- عادل إمام بدور جرسون
- سعيد صالح بدور جرسون